# Гінатаанг маїс
Гінатаанг маїс (Ginataang mais) — це філіппінська солодка кукурудзяна та рисова каша. Він також відомий як lugaw na mais (Kapampangan : lelut mais). Це різновид десертного лугав та гінатану. Його їдять теплим в холодні місяці, але також можна їсти холодним влітку. Ginataang mais на філіппінському означає «кукурудза в кокосовому молоці».
Ginataang mais виготовляється шляхом відварювання клейкого рису (малагкіт) майже до готовності. Потім додають солодку кукурудзу, кокосове молоко (гата) і цукор і зменшують вогонь незадовго до повного приготування рису. У деяких рецептах кокосове молоко додають після приготування. Згущене молоко також можна використовувати замість кокосового. Також можуть бути додані інші інгредієнти, такі як латик (кокосова карамель), пініпіг (товчені молоді зерна рису), джекфрут, свіжий тертий кокос, масло та ваніль.